# Börringe kloster
Börringe kloster var ett katolskt kloster i Börringe socken, Skåne, tillhörigt benediktinorden. Det grundades cirka 1150, när Skåne var en del av Danmark, och var initialt ett munkkloster, men nämns år 1231 som ett nunnekloster, vigt åt jungfru Maria.

## Historik
Klostret grundades cirka år 1150 och var då ett munkkloster tillhörigt Benediktinorden. Det nämns första gången år 1231, då det hade blivit ett nunnekloster. Klostret var först litet, men växte allteftersom på grund av de allt större donationerna. Det fungerade som ett hem för kvinnliga medlemmar ur överklassen, ofta äldre änkor, som ville dra sig tillbaka från världen utan att bli nunnor, och som donerade gods till klostret i utbyte mot att få bosätta sig där. Klostret ska ha haft tre stora flyglar: en för nunnorna själva, en för de världsliga kvinnor som betjänade dem som leksystrar, och en för betalande kvinnliga gäster.
Efter reformationen 1536 tvangs klostret avsluta sin verksamhet, och det förlänades åt familjen Brahe på villkor att dessa tog hand om de före detta nunnorna, som fick kvarleva i byggnaden på livstid. Sedan klostergodsen drogs in, innehades det som förläning av medlemmar av släkterna Brahe och Tott med flera. År 1582 revs klostret och byggdes om till Börringeklosters slott.